# Cantón de Villefort
El cantón de Villefort era una división administrativa francesa, que estaba situada en el departamento de Lozère y la región de Languedoc-Rosellón.

## Composición
El cantón estaba formado por siete comunas:
- Altier
- La Bastide-Puylaurent
- Pied-de-Borne
- Pourcharesses
- Prévenchères
- Saint-André-Capcèze
- Villefort

## Supresión del cantón de Villefort
En aplicación del Decreto n.º 2014-245 de 25 de febrero de 2014, el cantón de Villefort fue suprimido el 22 de marzo de 2015 y sus 7 comunas pasaron a formar parte del nuevo cantón de Saint-Étienne-du-Valdonnez.